# Rivière Singapour
Pour les articles homonymes, voir Singapour (homonymie).
 (janvier 2017).
Si vous disposez d'ouvrages ou d'articles de référence ou si vous connaissez des sites web de qualité traitant du thème abordé ici, merci de compléter l'article en donnant les références utiles à sa vérifiabilité et en les liant à la section « Notes et références ».
La rivière Singapour, en malais Sungai Singapura, en mandarin 新加坡河, Xīnjiāpō Hé, est un cours d'eau de Singapour situé sur l'île de Pulau Ujong.
C'est à partir de son embouchure dans le détroit de Singapour que s'est développée la ville et le port. Le centre-ville, composé du quartier colonial et du Central Business District notamment représenté par de nombreux gratte-ciel, s'étend le long du Boat Quay, la promenade logée dans un coude de la rivière juste avant son embouchure. Entièrement artificialisée, le cours supérieur de cette rivière est endigué tandis qu'en aval des quais constituent ses rives. La source originelle de la rivière se situait au pont Kim Seng mais le canal Alexandra a été creusé dans son prolongement plus à l'intérieur des terres jusqu'au quartier de Queenstown.

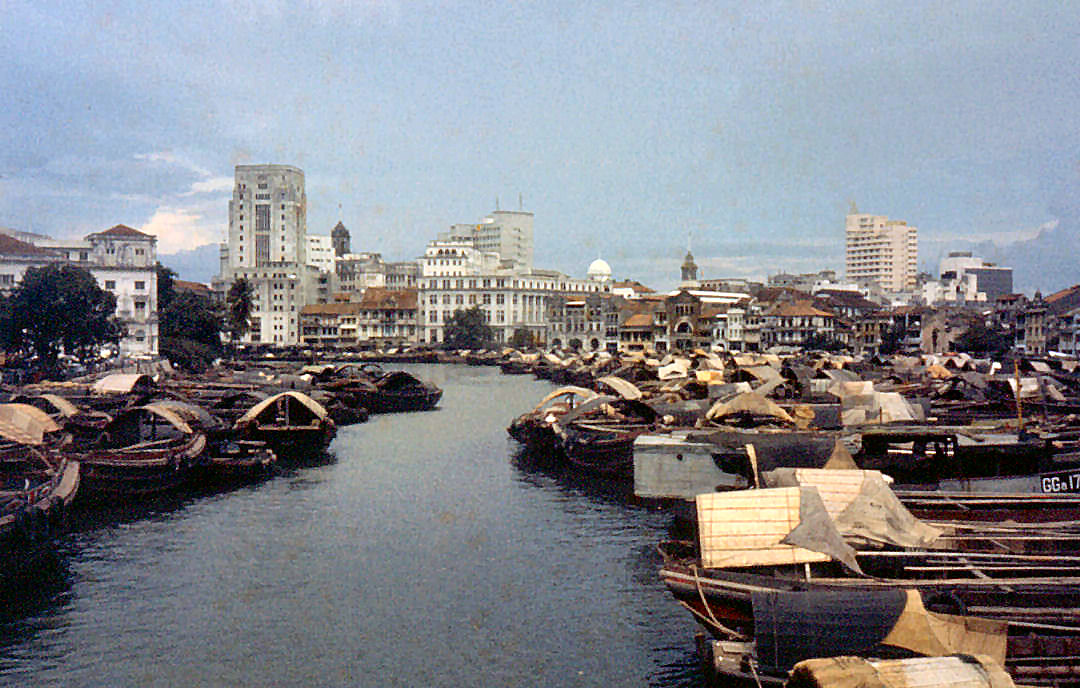
Vue de la rivière Singapour en 1960.